# Alberto de Armas García
Alberto de Armas García fue un médico y político español nacido el 10 de mayo de 1930 en San Cristóbal de La Laguna (Santa Cruz de Tenerife) España y fallecido el 16 de enero de 1993.

## Biografía
Alberto de Armas fue el décimo hijo del matrimonio formado por Manuel de Armas Marrero y Manuela García Sanabria (hermana del que fue alcalde de Santa Cruz de Tenerife Santiago García Sanabria) y su infancia estuvo marcada por la doble orfandad y por los sufrimientos que la guerra civil española supuso para su familia, de inequívoca filiación democrática y progresista. Cursó el bachillerato en la Academia "Tomás de Iriarte" de la Laguna.
En 1955 se licencia en Medicina por la Universidad de Cádiz. De 1955 a 1957 amplió estudios con el profesor Carlos Jiménez Díaz en Madrid, convirtiéndose en especialista en Gastroenterología, Electromedicina y Neumología. 
Mientras completaba su formación en Madrid, conoció al doctor Tomás Cerviá Cabrera. Al regresar a Tenerife trabajó hasta 1960 en el Instituto de Patología Regional de Tenerife dependiente del Cabildo Insular, verdadero embrión de lo que posteriormente sería la Facultad de Medicina de la Universidad de La Laguna. A partir de esta fecha se dedica al ejercicio de su profesión y en 1978 es nombrado Director del Hospital de Enfermedades del Tórax de La Laguna. Estudioso y culto, autor de artículos publicados en revistas especializadas de Medicina, organizó congresos médicos y cursos de ampliación de estudios. Fue miembro correspondiente de la Real Academia de Medicina de Canarias.
Años más tarde, formó parte del Patronato de la Universidad de La Laguna, faceta que le permitió conocer bien la problemática de las enseñanzas superiores en Canarias.
Entre 1965 y 1967 fue presidente del Ateneo de La Laguna donde realizó una gran labor junto a su amigo de la infancia, Alfonso García-Ramos. Ambos, junto con otros compañeros, fueron los fundadores de la "Asociación Socialista de La Laguna", primera de las creadas en Canarias después de la Guerra Civil.

## Trayectoria política
Desde el momento en que la democracia llegó a España, Alberto de Armas empezó a formar parte del Partido Socialista Obrero Español, en el que ya militaba desde la clandestinidad. Fue miembro del Comité Federal en calidad de vicepresidente segundo, así como presidente y en enero de 1985 fue elegido secretario general del PSOE én Canarias en el cuarto congreso regional del PSC-PSOE.
En el año 1982, es elegido presidente de la Asamblea de Parlamentarios Canarios, primer eslabón para la creación del primer Parlamento provisional de Canarias, hasta las elecciones de 1983 en las que fue elegido diputado del Parlamento de Canarias. Había sido también Consejero de Sanidad en la preautonómica Junta de Canarias.
Resultó elegido senador por Santa Cruz de Tenerife en la legislatura constituyente (15 de junio de 1977), cargo que revalidó en las elecciones de la I Legislatura (1 de marzo de 1979), en la II Legislatura (28 de octubre de 1982), en la III Legislatura (22 de junio de 1986) y en la IV Legislatura (24 de octubre de 1989). 
Como senador, fue el único parlamentario que formó parte de un grupo de políticos que visitaron varios países africanos, en defensa de la españolidad de Canarias, que por aquella época era un tema muy cuestionado por la Organización para la Unidad Africana (OUA). Contactó con Antonio Cubillo Ferreira, líder del MPAIAC en el exilio y abogó por su regreso a Canarias.
En 1990 abandona el cargo de senador al ser nombrado embajador de España en Venezuela, cargo que desempeñará hasta su fallecimiento en 1993, en su ciudad natal, San Cristóbal de La Laguna.

## Distinciones
- En julio de 1980 fue distinguido con la Orden Andrés Bello en Venezuela.[6]

- El 5 de febrero de 1993 se le concedió a título póstumo la Gran Cruz de la Orden del Mérito Civil.[7]